# Sainte-Eulalie, Lozère
Sainte-Eulalie är en kommun i departementet Lozère i regionen Occitanien i södra Frankrike. Kommunen ligger i kantonen Saint-Alban-sur-Limagnole som tillhör arrondissementet Mende. År 2022 hade Sainte-Eulalie 36 invånare.

## Befolkningsutveckling
Antalet invånare i kommunen Sainte-Eulalie
| Referens: INSEE |